# Alina Nowak (siatkarka)
Alina Nowak, z d. Pluskota (ur. 28 marca 1953 we Wrocławiu) – polska siatkarka, medalistka mistrzostw Polski, reprezentantka Polski.

## Kariera sportowa
Karierę sportową rozpoczęła w Odrze Wrocław. W latach 1972–1976 występowała w Polonii Świdnica, zdobywając z tą drużyną dwa brązowe medale mistrzostw Polski (1973, 1975). W latach 1976–1984 reprezentowała barwy BKS Stal Bielsko-Biała, a jej największym sukcesem było zdobycie Pucharu Polski w 1979. W 1984 zakończyła karierę sportową, ale po roku przerwy, w 1985 ponownie została zawodniczką bielskiego klubu, a w 1986 przeszła jeszcze do węgierskiego klubu ESE Eger.
Z reprezentacją Polski juniorek wywalczyła dwa brązowe medale mistrzostw Europy – w 1971 i 1973. W latach 1973–1976 wystąpiła 54 razy w reprezentacji Polski seniorek, w tym na mistrzostwach Europy w 1975 (szóste miejsce).